# 帕劳果鸠
，是鸽形目鸠鸽科的一种鸟类。它們是帛琉的特有種，也是當地的國鳥。

## 特征
帕劳果鸠体重约93克，翼长约12.78厘米，喙宽度约4.3毫米，喙厚度约4.1毫米，嘴峰长约18.2毫米，跗蹠长约23.8毫米，尾长约66.2毫米。
帕劳果鸠是留鸟，栖息在森林，它们是植食性动物，主要以植物的果实为食。它们分布在帕劳群岛。